# Winter-Universiade 1964
Die Winter-Universiade 1964 fand vom 11. bis 17. Februar in Špindlerův Mlýn statt.

## Sportarten
| Disziplin             | Entscheidungen |
| --------------------- | -------------- |
| Eiskunstlauf          | 3              |
| Nordische Kombination | 1              |
| Ski Alpin             | 8              |
| Skilanglauf           | 4              |
| Skispringen           | 1              |
| Gesamt                | 17             |

## Medaillenspiegel
| Platz  | Land             | Gold | Silber | Bronze | Gesamt |
| ------ | ---------------- | ---- | ------ | ------ | ------ |
| 1      | Sowjetunion      | 5    | 2      | 3      | 10     |
| 2      | BR Deutschland   | 3    | 2      | 1      | 6      |
| 3      | Österreich       | 2    | 2      | 2      | 6      |
| 4      | Frankreich       | 2    | 1      | 2      | 5      |
| 5      | Japan            | 1    | 4      | 1      | 6      |
| 6      | Tschechoslowakei | 1    | 2      | 1      | 4      |
| 7      | Schweiz          | 1    | 1      | 1      | 3      |
| 8      | Polen            | 1    | –      | 5      | 6      |
| 9      | Ungarn           | 1    | –      | –      | 1      |
| 10     | Bulgarien        | –    | 2      | –      | 2      |
| 11     | DDR              | –    | 1      | –      | 1      |
| 12     | Rumänien         | –    | –      | 1      | 1      |
| Gesamt | Gesamt           | 17   | 17     | 17     | 51     |